# Oleksandre Kouptchychyne
Oleksandre Kouptchychyne (ukrainien : Олександр Михайлович Купчишин), né le 12 juin 1952 à Oblast d'Ivano-Frankivsk, est un diplomate et homme politique ukrainien, qui a servi comme ambassadeur extraordinaire et plénipotentiaire d'Ukraine en France.

## Biographie
- 1969-1974 — études à la faculté des relations internationales et du droit international de l’université nationale Taras-Chevtchenko de Kiev, filière droit international
- 1974-1977 — études doctorales à la chaire de droit international et de législation étrangère à l'université nationale Taras-Chevtchenko de Kiev
- 1977 — soutenance de la thèse, docteur en droit
- 1977-1982 — maître à la chaire de droit international et de législation étrangère à l'université nationale Taras-Chevtchenko de Kiev
- 1982-1988 — employé au Centre des droits de l'Homme du secrétariat des Nations unies à Genève
- 1988-1990 — études à l’Académie diplomatique auprès du ministère des Affaires étrangères de l'URSS, Moscou
- 1990-1992 — Deuxième, Premier secrétaire du service des organisations internationales du ministère des Affaires étrangères d'Ukraine
- 1992-1993 — Chef de la Direction des traités du ministère des Affaires étrangères d'Ukraine
- 1993-1996 — Ministre-conseiller à l'ambassade d'Ukraine en France
- 1996-1998 — Chef de la direction de l'Intégration européenne et transatlantique du ministère des Affaires étrangères d'Ukraine
- 1998-2001 — Représentant permanent de l'Ukraine auprès du Conseil de l'Europe (Strasbourg)
- 2001-2003 — Directeur du Département des traités du ministère des Affaires étrangères d'Ukraine
- 2003-2005 — Ambassadeur, envoyé spécial du ministère des Affaires étrangères d'Ukraine
- 2005-2008 — Ambassadeur d'Ukraine aux Pays-Bas, représentant permanent de l'Ukraine auprès de l'Organisation sur l'interdiction de l'arme chimique
- 2008-2010 — Vice-ministre des Affaires étrangères de l'Ukraine
- 2010-2014 — Ambassadeur d'Ukraine en France, représentant permanent d'Ukraine auprès de UNESCO[1]
- 2011-2014 — Ambassadeur d'Ukraine à Monaco (en résidence à Paris)

## Publications
- Plus de 100 publications dans les domaines du droit international et constitutionnel, des droits de l’Homme, des relations internationales.